# Dúvida hiperbólica
A dúvida hiperbólica é um conceito derivado do pensamento de René Descartes, a respeito do contínuo inquirir acerca da veracidade das coisas que nos são apresentadas como verdadeiras. Também chamada de dúvida sistemática, é o resultado imediato do primeiro princípio exposto pelo pensador no seu Discurso sobre o método (1637).
É dita hiperbólica por ser uma dúvida exagerada, mas filosoficamente construída: sua razão de ser é examinar minuciosamente os conceitos de modo a só admitir por verdadeiro o que realmente é, e declarar duvidoso o que não pode afastar o mínimo de incerteza.